# Stegohornera violacea
Stegohornera violacea är en mossdjursart som först beskrevs av Michael Sars 1863.  Stegohornera violacea ingår i släktet Stegohornera och familjen Stigmatoechidae. Inga underarter finns listade i Catalogue of Life.